# 宮古郵便局 (岩手県)
宮古郵便局（みやこゆうびんきょく）は、岩手県宮古市にある郵便局である。民営化前の分類では集配普通郵便局であった。局番号は83007。

## 概要
住所：〒027-8799 岩手県宮古市栄町1-7

## 沿革
- 1872年8月4日（明治5年7月1日） - 宮古郵便取扱所として開設[1]。
- 1873年（明治6年） - 宮古郵便役所となる。
- 1875年（明治8年）1月1日 - 宮古郵便局（四等）となる。
- 1879年（明治12年）5月5日 - 為替取扱を開始。
- 1891年（明治24年）10月16日 - 宮古郵便電信局となる。
- 1903年（明治36年）4月1日 - 通信官署官制の施行に伴い宮古郵便局となる。
- 1956年（昭和31年）9月1日 - 電話通話および和文電報受付事務の取扱を開始[2]。
- 1999年（平成11年） - 外国通貨の両替および旅行小切手の売買に関する業務取扱を開始。
- 2006年（平成18年）11月6日 - 老朽化と手狭のため、宮古市保久田から宮古駅にほど近い同市栄町に建設された新局舎に移転[3]。
- 2007年（平成19年）3月5日 - 重茂郵便局、田老郵便局、津軽石郵便局、新里郵便局より集配事務を移管。
- 2007年（平成19年）10月1日 - 民営化に伴い、併設された郵便事業宮古支店に一部業務を移管。
- 2012年（平成24年）10月1日 - 日本郵便株式会社の発足に伴い、郵便事業宮古支店を宮古郵便局に統合。

## 取扱内容
- 郵便、印紙、ゆうパック、内容証明
- 貯金、為替、振替、振込、国際送金、国債、投資信託
- 生命保険、バイク自賠責保険、自動車保険、がん保険、引受条件緩和型医療保険
- ゆうちょ銀行ATM
- 宮古市内（〒027-xxxx）の集配業務
- ゆうゆう窓口

## 周辺
- 宮古市立図書館
- 岩手県立宮古高等学校
- キャトル宮古（2021年12月10日閉館[4]）
- 国道45号
- 国道106号

## アクセス
- JR山田線、三陸鉄道リアス線 宮古駅より徒歩約4分
- 岩手県北バス 栄町停留所下車
- 駐車場あり：10台